# Põhimaantee 7
Die Põhimaantee 7 (Nationalstraße 7) ist eine Fernstraße in Estland. Sie ist der kurze estnische Abschnitt der von Pskow in Russland kommenden und nach Riga in Lettland führenden Landstraße. Sie bildet zugleich einen Abschnitt der Europastraße 77, die in ihrem nördlichen Abschnitt von Pskow nach Kaliningrad (früher: Königsberg) führt.

## Verlauf

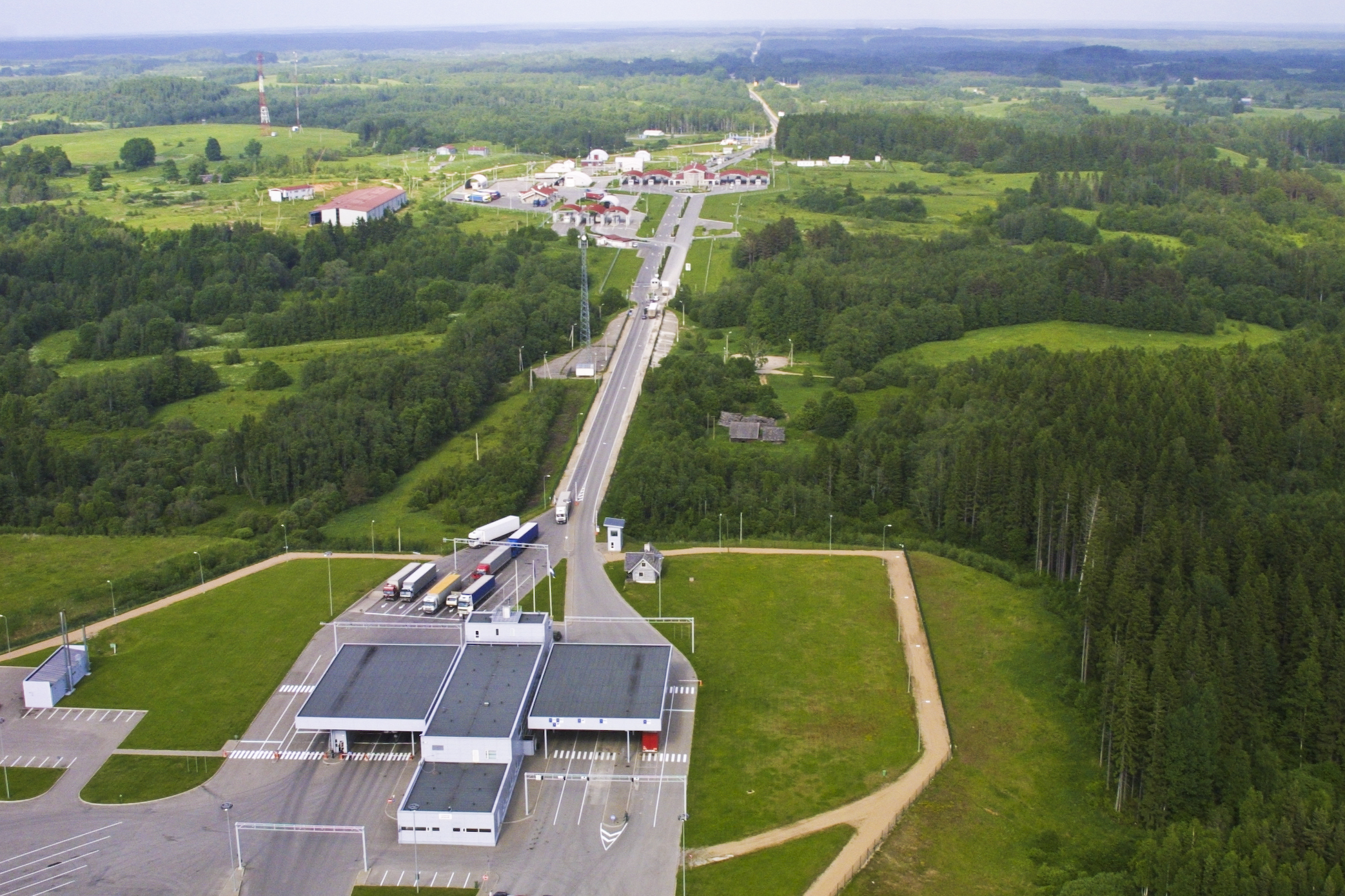
Grenzübergang bei Luhamaa (2005)

Die auch als Riia–Pihkva maantee bekannte Straße überschreitet östlich von Luhamaa die russisch-estnische Grenze, passiert in Luhamaa den Abzweig der nach Tartu (Dorpat) führenden Põhimaantee 2 (Nationalstraße 2) und führt in westsüdwestlicher Richtung weiter nach Lettland, dessen Grenze zwischen Murati und Veclaicene überschritten wird. Die Fortsetzung auf lettischer Seite führt die Bezeichnung Autoceļš A2.
Die Länge der Straße beträgt in Estland 21,4 km.

## Geschichte
Während der Zugehörigkeit Estlands zur Sowjetunion trug die Straße die Bezeichnung A212. Diese Bezeichnung trägt der Abschnitt auf russischer Seite weiterhin.